# Pronephrium simplex
Pronephrium simplex là một loài thực vật có mạch trong họ Thelypteridaceae. Loài này được (Hook.) Holttum miêu tả khoa học đầu tiên năm 1972.